# Dunlap (Illinois)
Dunlap es una villa ubicada en el condado de Peoria en el estado estadounidense de Illinois. En el Censo de 2010 tenía una población de 1386 habitantes y una densidad poblacional de 983,71 personas por km².

## Geografía
Dunlap se encuentra ubicada en las coordenadas 40°51′27″N 89°40′44″O / 40.85750, -89.67889. Según la Oficina del Censo de los Estados Unidos, Dunlap tiene una superficie total de 1.41 km², de la cual 1.41 km² corresponden a tierra firme y (0%) 0 km² es agua.

## Demografía
Según el censo de 2010, había 1386 personas residiendo en Dunlap. La densidad de población era de 983,71 hab./km². De los 1386 habitantes, Dunlap estaba compuesto por el 92.21% blancos, el 0.94% eran afroamericanos, el 0.07% eran amerindios, el 5.77% eran asiáticos, el 0% eran isleños del Pacífico, el 0% eran de otras razas y el 1.01% pertenecían a dos o más razas. Del total de la población el 1.23% eran hispanos o latinos de cualquier raza.